# Bellakova vila
Bellakova vila je neorenesanční vila z počátku 20. století v Krnově. Stojí v Revoluční ulici (čp. 893/46) a do roku 1987 byla chráněna jako kulturní památka.

## Historie
Rodina Bellakových vlastnila v Krnově podnik na výrobu vlněných látek. Vilu nechali postavit v roce 1903, architektonický návrh ve stylu severoněmecké neorenesance zpracoval Wenzel Bürger ze Saské Kamenice. Ve dvacátých letech 20. století pak byly interiéry domu upraveny ve stylu art déco. Na počátku druhé světové války uprchla rodina do zahraničí a jejich majetek včetně vily byl nacisty zkonfiskován. Po válce pak byl znárodněn. Vila byla od roku 1958 chráněna jako kulturní památka, v roce 1987 byla nicméně památková ochrana zrušena.
V roce 2024 byla vila na prodej.[chybí lepší zdroj]

## Architektura
Jedná se o samostatně stojící budovu na přibližně čtvercovém půdorysu, se třemi nadzemními podlažími, půdou a suterénním prostorem. Fasády jsou koncipovány asymetricky. V uličním průčelí dominuje při pravé straně válcová věž přecházející v polygonální. Obdélníkový vstup s půlkruhovým světlíkem je vysunut doprava a rámován pilastry s volutovými hlavicemi. Skladba oken je pestrá: některá jsou obdélníková, některé zakončena půlkruhově, některé vícedílná, i šířka je různá. Trojdílné okno ve stupňovitém štítu je pod parapetem ozdobeno ve štuku rozvilinou s erbem. Z pravé boční fasády vybíhá v přízemí prosklená veranda. I zde je ve zbytku fasády pestrá skladba okenních otvorů. Pravé boční průčelí je rovněž završeno stupňovitým štítem. Podobný motiv stupňovitého štítu najdeme i v levém bočním průčelí, v němž je navíc patrné věžovité převýšení kryjící točité  schodiště. Zadní, zahradní průčelí je zdobeno dvěma rizality: vlevo opět se stupňovitým štítem a vpravo s dřevěným arkýřem. Střecha je valbová.
V interiéru se zachovaly některé původní prvky, jako dřevěné konstrukce či obložení nebo vitráže.